# Polonia Przemyśl
Polonia Przemyśl is een Poolse voet- en basketbalclub uit Przemyśl. De club werd in 1909 en is daarmee een van de oudste sportclubs van Polen. In 2013 speelt de voetbalclub in de derde hoogste divisie, de basketbalclub in de tweede hoogste divisie.
In 1924 speelde het Turks voetbalelftal een oefenwedstrijd tegen Polonia Przemyśl. De wedstrijd eindigde op een 3-3 gelijkspel.

## Bekende (ex-)spelers
- Adam Kogut